# Écriture de l'Indus
Pour les articles homonymes, voir Indus (homonymie).
Le terme écriture de l'Indus fait référence à des suites de symboles associées à la civilisation de la vallée de l'Indus (Afghanistan, Inde, Pakistan actuels), au cours de la période allant de 3200 à 1900 av. J.-C. La plupart des signes ont été trouvés sur des sceaux, bien qu'ils soient présents aussi sur une douzaine d'autres supports.

## Historique
La première publication concernant les sceaux de Harappa date de 1875, sous la forme de dessins réalisés par le britannique Alexander Cunningham. Depuis, plus de 4 000 objets portant des symboles indusiens ont été découverts, certains aussi loin qu'en Mésopotamie, région avec laquelle les Indusiens étaient très probablement en relation commerciale. Après 1900 av. J.-C., l'utilisation de ces symboles s'arrête avec la disparition de la civilisation de la vallée de l'Indus.
Les premiers chercheurs, dont Cunningham en 1877, pensaient que cette écriture pouvait être un ancêtre de la brahmi, l'écriture alphasyllabaire utilisée sous le roi indien Ashoka, au IIIe siècle av. J.-C., et ancêtre des écritures indiennes actuelles. Les chercheurs modernes voient plutôt dans la brahmi un dérivé de l'écriture araméenne du Proche-Orient, avec de nombreuses adaptations rendues nécessaires par la phonologie très différente entre langues sémitiques et langues indo-iraniennes.
Le jésuite espagnol Henry Heras, historien et archéologue enseignant aux facultés Saint-Xavier à Bombay, a suggéré le premier, dans les années 1950, une approche logo-syllabique, y voyant des signes et caractères linguistiques proto-dravidiens,. Cette hypothèse d'une telle « langue harappéenne », reprise par le russe Youri Knorozov, a gagné en vraisemblance. Elle est acceptée par l’indianiste finlandais Asko Parpola, qui a édité un corpus de plusieurs volumes sur les inscriptions.
Au cours des années, plusieurs déchiffrements de l'écriture de l'Indus ont été proposés, mais aucun n'a trouvé les faveurs de la communauté scientifique dans son ensemble.

## Description
On compte plus de 400 signes différents, mais plusieurs d'entre eux sont considérés comme des altérations ou des combinaisons de 200 signes de base.
Le sens de lecture va de droite à gauche puis alterne, selon un mode dit boustrophédon.

Liste complète écriture Indus.

## Évolutions

### Harappéen ancien
Les premiers signes semblent remonter à la période 2800–2600 AEC, trouvés sur des poteries, des sceaux et des poids, sur le site de Kot Diji.

### Harappéen mature
Une deuxième phase dans l'évolution des signes correspond à la période 2600–1900 AEC : des chaînes de signes se trouvent généralement sur des sceaux plats et rectangulaires, ainsi que sur une multitude d'autres objets, notamment des poteries, des outils, des tablettes et des ornements. Les signes ont été écrits en utilisant une variété de méthodes, y compris la sculpture, le ciselage, le gaufrage et la peinture appliquée à divers matériaux tels que la terre cuite, le grès, la stéatite, l'os, le coquillage, le cuivre, l'argent et l'or.

### Harappéen tardif
L'harappéen tardif, à partir de 1900–1300 AEC, correspond à une période de fragmentation des grandes cités et une forme de relocalisation qui a précédé le début de l'âge du fer dans tout le sous-continent indien. Des inscriptions ont été trouvées sur des sites associés aux phases localisées de cette période. À Harappa, l'utilisation de ces signes a largement cessé, on ne trouve plus de sceaux inscrits vers 1900 AEC ; cependant, l'utilisation de ces signes peut avoir duré plus longtemps dans d'autres régions comme à Ranipur, et dans le Gujarat, en particulier sous la forme de graffitis inscrits sur de la poterie. Certaines inscriptions découvertes sur des tessons ressemblent à l'écriture Indus, et sont datés de 2200-1600 avant notre ère, ils ont été trouvés sur des sites associés à la culture Daimabad dans l'actuel Maharashtra.

## Obstacles
Les facteurs suivants sont généralement considérés comme des obstacles majeurs à ce déchiffrage :
- ni la langue de base, ni la famille à laquelle elle appartient, ne sont identifiées ;
- la longueur moyenne des inscriptions est de 5 signes, la plus importante en comportant 26 ;
- aucun texte bilingue — une espèce de pierre de Rosette — n'a été mis au jour.

Si les signes étaient purement idéographiques, ils ne contiendraient alors aucune information phonétique sur la langue parlée par leurs créateurs.

## Controverse
Certains chercheurs pensent que les signes de l'Indus ne peuvent être considérés comme une écriture au vrai sens du terme, mais seulement comme une éventuelle proto-écriture. Steve Farmer, Richard Sproat et Michael Witzel — respectivement un historien, un linguiste et un indianiste — ont tenté de montrer en 2004 que les suites de symboles de l'Indus ne représentaient pas un texte, ce qui expliquerait la brièveté des inscriptions.